# Universidad de San Pedro Sula
La Universidad de San Pedro Sula (USAP), primera universidad privada de Honduras, es una institución de educación superior privada ubicada en San Pedro Sula, Honduras. Fundada el 15 de noviembre de 1977 como resultado de una iniciativa propuesta en diciembre de 1975 por un grupo de destacados empresarios, profesionales y líderes culturales, liderados por Jorge Emilio Jaar, quienes en una mesa de discusión empresarial visualizaron la creación de la primera universidad privada del país. Inicio operaciones el 1 de diciembre de 1977. Fue la primera universidad privada Honduras y desde su creación, la USAP ha desarrollado una amplia oferta académica con especial énfasis en ingeniería, ciencias empresariales y tecnologías de la información, consolidándose como una de las universidades más reconocidas del país.

## Programas académicos

### Pregrado
- Arquitectura – STEM
- Ingeniería Agronómica Administrativa – STEM
- Licenciatura en Administración de Empresas
- Licenciatura en Administración Financiera y Bancaria
- Licenciatura en Dirección Estratégica del Talento Humano
- Licenciatura en Gerencia de Negocios y Emprendimiento
- Licenciatura en Ingeniería Comercial – STEM
- Licenciatura en Ciencias de la Comunicación y Publicidad
- Ingeniería Industrial – STEM
- Ingeniería en Operaciones y Logística – STEM
- Ingeniería en Gestión Industrial y de Procesos – STEM
- Ingeniería Industrial y de Sistemas – STEM
- Ingeniería en Tecnología Electrónica – STEM
- Licenciatura en Derecho
- Licenciatura en Diseño Gráfico
- Ingeniería en Animación y Diseño Digital
- Licenciatura en Mercadotecnia
- Mercadotecnia y Diseño Digital
- Licenciatura en Mercadotecnia y Medios Digitales
- Licenciatura en Administración Turística
- Ingeniería en Analítica de Datos e Inteligencia de Negocios – STEM
- Ingeniería en Tecnologías Computacionales – STEM
- Ingeniería en Tecnologías de la Información y las Comunicaciones – STEM
- Ingeniería en Desarrollo de Aplicaciones – STEM
- Licenciatura en Informática Administrativa – STEM
- Licenciatura en Administración de Tecnologías de Información – STEM
- Licenciatura en Negocios Electrónicos – STEM

### Programas Técnicos
- Técnico Universitario en Administración de la Producción
- Técnico Universitario en Diseño Gráfico
- Técnico Universitario en Administración de Ventas
- Técnico Universitario en Turismo
- Técnico Universitario en Big Data – STEM

### Maestrías y Especializaciones
- Maestría en Administración Industrial – STEM
- Maestría en Derecho Procesal Civil
- Maestría en Gestión y Dirección de Empresas
- Especialidad Profesional en Data Science and Business Analytics – STEM

## Proyectos e iniciativas

### Energía solar
USAP ha implementado un sistema de generación solar que cubre aproximadamente el 50 % de su consumo eléctrico, contribuyendo a la reducción de emisiones de dióxido de carbono.

### Educación en movilidad eléctrica
En 2024, la universidad inició un programa de formación en electromovilidad con el apoyo de empresas del sector automotriz, con el fin de abordar temas relacionados con la sostenibilidad y la innovación tecnológica.

### Vinculación Externa
Desde 2024, USAP se unió  a Arizona State University y Cintana Education, orientada a la internacionalización y acceso a recursos académicos globales. Powered by ASU significa que USAP está potenciada por Arizona State University para enriquecer la experiencia académica de sus estudiantes. Esto incluye acceso a programas y contenidos innovadores que mejoran el currículo, opciones de doble titulación, y la posibilidad de formar parte de una red global de universidades conectadas con ASU, brindándole a su comunidad académica oportunidades internacionales únicas para el crecimiento profesional y académico.